# Python (противотанковый ракетный комплекс)
«Пайтон» (англ. Python [ˈpaɪθən] — «питон»; до 1960 года назывался «Пай», англ. Pye, не переводится) — британский опытный противотанковый ракетный комплекс, разработанный компанией «Пай лимитед» во второй половине 1950-х — начале 1960-х годов. На вооружение не принимался.

## История
Проектирование комплекса (тогда не имевшего конкретного названия) началось военно-научным подразделением «Пай лимитед» летом 1955 года в инициативном порядке (private venture) и велось весьма немногочисленной но весьма квалифицированной группой инженеров-конструкторов. Стержнем проектируемого комплекса явилась система наведения, с разработки которой и начались научно-исследовательские и опытно-конструкторские работы. Специфической особенностью «Пайтона» было то, что комплекс был разработан и изготовлен компанией, специализирующейся на производстве электроники и электротехники, которая до этого не имела опыта авиа- или ракетостроения, а равно производства вооружения, — до того в сфере военной промышленности «Пай лимитед» занималась разработкой и производством разного рода электронных учебных средств военного назначения, военных симуляторов, тренажёров операторов различного вооружения и военной техники, на каком-то этапе руководство компании решило, что его собственных возможностей достаточно для самостоятельной разработки высокотехнологичного вооружения. Опыт производства микроэлектроники весьма пригодился при создании ПТРК.Сверх того, в «Пай лимитед» спроектировали даже ракетные двигатели, изготовлением которых занялась авиастроительная компания «Бристол».
Для повышения эргономичности комплекса и удобства пользования, на начальном этапе приглашалось большое количество операторов-испытателей для определения наиболее оптимальной формы и конфигурации командного блока, выявления всех проблем и затруднений возникающих в процессе управления ракетой, в результате чего рукоятка управления огнём была оснащена регуляторами ускорения и скорости полёта ракеты. Работы велись на собственные средства компании, поэтому темпы опытно-конструкторских работ практически не зависели от государственных контрольных инстанций, что и обусловило достаточно быструю для проектов британских ракетных вооружений разработку комплекса пропорционально сумме вложенных средств. При проектировании ракеты конструкторами было реализовано несколько новшеств для ПТУР того времени — реактивно-сопловая система управления тягой (jet-deflection control system) и стабилизация методом вращения (roll-stabilization). Для компенсации биомеханической ошибки наведения было разработано специальное устройство стабилизации сигнала (signal shaper) встроенное в командный блок, которое преобразовывало чресчур резкие пальцевые усилия оператора на манипулятор джойстика в более плавные сигналы на рулевую машинку ракеты, что помимо прочего компенсирует такие явления как дрожь, вибрацию и тому подобные факторы, отрицательно сказывающиеся на точности наведения.
На фоне «ракетного бума» «Пайтон» составил конкуренцию «Виджиленту» от «Виккерс» в сегменте лёгких противотанковых средств (впоследствии добавилось ещё несколько конкурентов), поскольку принятый в том же году на вооружение австралийский комплекс «Малькара» был слишком тяжёлым для переноски вручную и мог применяться только с борта транспортных средств. Комплекс был впервые представлен публике 1—7 сентября 1958 года на 19-й ежегодной выставке вооружения и военной техники в Фарнборо, причём появление её там было анонсировано журналом «Флайт» за неделю до открытия экспозиции. Военное министерство проявило интерес к разработанному ПТРК, в связи с чем стрельбовые испытания велись на королевских испытательных полигонах, в частности на Ларкхиллском полигоне в 1958—1959 гг., и на полигоне КВВС в 1960 г. В целом, уровень взаимодействия с правительственными инстанциями на этапе разработки и испытаний был весьма удовлетворительным. По заявлениям в прессе, в ходе испытаний ракет было произведено «множество» пусков. В ходе работы над комплексом испытывались различные разновидности боевых частей. В случае получения правительственного разрешения на экспорт комплекса за рубеж, в «Пай лимитед» планировали начать поставки комплексов иностранным заказчикам.
Повторная демонстрация комплекса в усовершенствованном виде состоялась в ходе 20-й выставки в Фарнборо в сентябре 1959 года. Так или иначе, заинтересовать потенциальных покупателей не удалось и к 1962 году работы над комплексом уже были свёрнуты.

## Задействованные структуры
В разработке и изготовление опытных образцов были задействованы следующие компании:
- Ракета и командный блок, тренажёр оператора — Pye Ltd, Кембридж и Ройстон, Кембриджшир, Восточная Англия;
- Корпус ракеты, ракетные двигатели — Bristol Aircraft Ltd → Bristol-Aerojet, Rocket Motors Division, Филтон, Глостершир, Юго-Западная Англия;
- Средства обеспечения подвижности — Rover Company Ltd, Солихалл, Уэст-Мидлендс, Западный Мидленд (автомобиль); Fabrique Nationale d’Armes de Guerre S.A., Эрсталь, Бельгия (мотоцикл).

## Назначение
Комплекс разрабатывался как оружие непосредственной поддержки пехоты (infantry support weapon). Предназначался для переноски вручную противотанковым расчётом на короткие расстояния или для перевозки на машинах повышенной проходимости или бронетехнике (с перспективой создания в дальнейшем УРВП для оснащения ею разведывательных и ударных вертолётов). На борту стандартного армейского внедорожника «Ленд-ровер» помещалось шесть ракет. Три ракеты могло размещаться в коляске тяжёлого мотоцикла типа бельгийского авиадесантного мотоцикла AS-243 производства «Фабрик насиональ». Оружие отличалось своей простотой, неприхотливостью и надёжностью в сочетании с довольно низкой ценой.

## Устройство

### Ракета
Ракета представляла собой одноступенчатый реактивный оперённый снаряд с крестообразным зафиксированным оперением, двигательная установка состояла из разгонного (booster) и маршевого (sustainer) двигателей с реактивно-сопловой системой управления тягой (jet deflection propulsion system), располагалась внутри корпуса, разгонный двигатель не отделялся после его выработки. Корпус ракеты был изготовлен из тонколистового металла с применением облегчённых сплавов, обёрнутых поверх полой оболочки сотового типа (honeycomb). Управление ракетой в полёте осуществлялось по проводам (представляющим собой тонкую, но очень прочную проволоку зеленоватого цвета) при помощи системы управления тягой, рулевых поверхностей ракета не имела, оперение предназначалось сугубо для стабилизации и придания устойчивости ракете в полёте. Ракета летела на дозвуковой скорости, вращаясь вокруг своей продольной оси. Разгонный двигатель располагался спереди маршевого, что нетипично для управляемых ракет в целом и противотанковых ракет в частности, и развивал максимальную тягу для придания ракете необходимой начальной скорости, после чего в дело вступал маршевый двигатель поддерживавший скорость полёта в пределах необходимых значений. На исходной модели ракеты («Пай») по краям двух противоположных крыльев были установлены пиропатроны для отслеживания полёта ракеты стрелком, два других крыла несли по краям гондолы обтекаемой формы с цилиндрическими катушками, с которых в полёте разматывался провод командной линии управления. На усовершенствованной модели («Пайтон») применялась одна катушка и она была заключена внутрь корпуса ракеты с отверстием для провода в хвостовой части. В передней части корпуса располагалась массивная кумулятивная боевая часть (hollow-charge warhead) со взрывателем ударного действия (protruding impact fuse), колпачок которого выступал вперёд за пределы округлого обтекателя.

### Командный блок
Командный блок (control box) имел короб для транспортировки, подключаемые к нему малогабаритный станок-треногу для установки на твёрдом грунте (ground shaping unit), передатчик команд управления (transmitter), интегрированный вычислитель (ground computer unit), съёмный источник питания (power supplies), рукоятку управления огнём джойстикового типа (thumb-button control joystick) с регуляторами ускорения и скорости полёта ракеты (velocity and acceleration controls) и планку с разъёмом под прицельные приспособления (optical aids), куда мог быть пристыкован стандартный армейский полевой бинокль. В разъём в станке вставлялся съёмный усилитель постоянного тока на транзисторных печатных схемах. Штатные прицельные приспособления, поставляемые в комплекте с командным блоком, представляли собой призматический бинокль (prismatic binoculars) с настраиваемой кратностью, при необходимости увеличиваемой стрелком вручную по мере удаления ракеты от огневой позиции, и могли использоваться самостоятельно в качестве средств наблюдения (тренированным операторам удавалось поразить цель без использования прицела вообще, на глаз). Оператор наводил ракету на цель в прямоугольной системе координат. Командный блок мог размещаться в транспортном средстве или переноситься вручную. Кабель обеспечивал оператору возможность управлять огнём находясь на расстоянии до ста метров на удалении от огневой позиции. В комплекте с ПТРК заказчику поставлялся тренажёр оператора (simulator) для отработки навыков стрельбы.

## Сравнительная характеристика
| Общие сведения и сравнительная тактико-техническая характеристика ПТРК НАТО конца 1950-х — начала 1960-х годов | Общие сведения и сравнительная тактико-техническая характеристика ПТРК НАТО конца 1950-х — начала 1960-х годов | Общие сведения и сравнительная тактико-техническая характеристика ПТРК НАТО конца 1950-х — начала 1960-х годов | Общие сведения и сравнительная тактико-техническая характеристика ПТРК НАТО конца 1950-х — начала 1960-х годов | Общие сведения и сравнительная тактико-техническая характеристика ПТРК НАТО конца 1950-х — начала 1960-х годов | Общие сведения и сравнительная тактико-техническая характеристика ПТРК НАТО конца 1950-х — начала 1960-х годов | Общие сведения и сравнительная тактико-техническая характеристика ПТРК НАТО конца 1950-х — начала 1960-х годов | Общие сведения и сравнительная тактико-техническая характеристика ПТРК НАТО конца 1950-х — начала 1960-х годов | Общие сведения и сравнительная тактико-техническая характеристика ПТРК НАТО конца 1950-х — начала 1960-х годов | Общие сведения и сравнительная тактико-техническая характеристика ПТРК НАТО конца 1950-х — начала 1960-х годов |
| Комплекс | Страна | Страна | Масса ПТУР, кг                                                                                                 | Масса БЧ, кг                                                                                                   | Длина, мм | Диаметр, мм | Размах, мм | Дальность, м                                                                                                   | Скорость, м/с                                                                                                  |
| --- | --- | --- | --- | --- | --- | --- | --- | --- | --- |
| Bantam | Швеция | Швеция | 6 | 1,4 | 838 | 109 | 401 | 305…1980 | 85 |
| COBRA | Швейцария | Швейцария | 9,5 | 2,5 | 1067 | 99 | 482,5 | 500…1600 | 85 |
| Entac | Франция | Франция | 12 | 4,5 | 828 | 140 | 381 | ?…1770 | 85 |
| Malkara | Австралия | Австралия | 93,4 | 27,2 | 1930 | 203 | 787,5 | 305…1830+ | 179 |
| Mosquito | Швейцария | Швейцария | 12 | 3,3 | 1120 | 119,5 | 599,5 | 365…2010 | 94 |
| Python | Великобритания                                                                                                 | Великобритания                                                                                                 | 36,3 | 13,6 | 1524 | 152,5 | 610 | не разглашались                                                                                                | не разглашались                                                                                                |
| SS.10 | Франция | Франция | 15 | 5 | 861 | 165 | 749 | 300…1600 | 80 |
| SS.11 | Франция | Франция | 29 | 7,9 | 1166 | 165 | 500 | 500…3500 | 190 |
| Vigilant | Великобритания                                                                                                 | Великобритания                                                                                                 | 14 | 5,4 | 1067 | 114 | 279,5 | 150…1370 | 152 |
| Источники информации - Missiles 1960 by W. T. Gunston // Flight International : Official Organ of the Royal Aero Club. — London: Iliffe Transport Publications, 4 November 1960. — Vol. 78 — No. 2695 — P. 734. - Missiles 1961 by W. T. Gunston // Flight International : Official Organ of the Royal Aero Club. — London: Iliffe Transport Publications, 2 November 1961. — Vol. 80 — No. 2747 — P. 718. - Missiles 1962 by W. T. Gunston // Flight International : Official Organ of the Royal Aero Club. — London: Iliffe Transport Publications, 8 November 1962. — Vol. 82 — No. 2800 — P. 766. - Foreign Firms Seek Antitank Sales by Bernard Poirier // Missiles and Rockets : The Missile & Space Weekly. — Washington, D.C.: American Aviation Publications, November 28, 1960. — Vol. 7 — No. 22 — P. 20-21. | | | | | | | | | |

## Тактико-технические характеристики
Источник информации :
- Система наведения — командная, по проводам
- Прицельные приспособления — призматические бинокулярного типа с настраиваемой кратностью увеличения
- Рукоятка управления огнём — пистолетного типа
- Аэродинамическая компоновка ракеты — нормальная
- Двигательная установка — тандемного типа
- Тип разгонного двигателя — твердотопливный
- Тип маршевого двигателя — твердотопливный
- Тип боевой части — кумулятивная
- Эффективная дальность стрельбы — «несколько тысяч футов»
- Скорость полёта ракеты — дозвуковая (менее 340 м/сек)
- Полная боевая масса комплекса — 48,98 кг (108 ф)
- Длина ракеты — 1524 мм (5')
- Размах оперения — 610 мм (2')
- Диаметр корпуса ракеты — 152,5 мм (6")
- Стартовая масса ракеты — 36,28 кг (80 ф)
- Масса боевой части — 13,6 кг (30 ф)
- Масса командного блока — 9 кг (20 ф)
- Масса источника питания — 3,5 кг (8 ф)
- Размеры командного блока

- Длина — 380 мм (15")
- Ширина — 280 мм (11")
- Высота — 200 мм (8")

- Размеры катушек

- Длина — 254 мм (10")
- Диаметр — 38 мм (1,5")